# Hans Lützelburger
Hans Lützelburger, également connu sous le nom de Hans Franck, né vers 1495 et mort en juin 1526, est un graveur sur bois allemand de la Renaissance. Il est en particulier connu pour avoir retranscrit dans le bois les gravures dessinées par Hans Holbein le Jeune, et en particulier sa série des danses macabres.

## Biographie
Le nom « Lützelburger » signifierait que la famille de Hans viendrait soit du Luxembourg, soit de Lutzelbourg (en Lorraine), soit enfin du village de Lützelburg (de), en Bavière.
Pour ce qui concerne Hans lui-même, la plupart des indications sur sa vie ne portent que sur les douze dernières années de sa vie (1514-1526). De 1514 à 1517, plusieurs œuvres réalisées à Augsbourg sont signées « HF », ce qui permet de supposer qu'elles sont de la main de « Hans Franck », pseudonyme de Lützelburger. Dans les années 1522-1524, alors que le graveur réside à Bâle, il signe ses œuvres des lettres « HLF » (« Hans Lützelburger Formschneider », ce dernier mot signifiant xylographe), « HL » ou de son nom complet.

## Réalisations
Entre 1516 et 1517, plus d'une douzaine d'œuvres sont attribuées à Lützelburger. Parmi celles-ci, une représente le Triomphe de Maximilien (de), une autre un combat entre des hommes nus et des paysans dans une forêt.
En 1522, Lützelburger réalise une enluminure représentant les apôtres Pierre et Paul pour illustrer le Nouveau Testament imprimé par Adam Petri (en). En février 1523, une autre de ses œuvres représente Cléopâtre et Denys de Syracuse. À partir d'août 1523, le graveur collabore avec Hans Holbein le Jeune et grave les danses macabres de ce dernier.

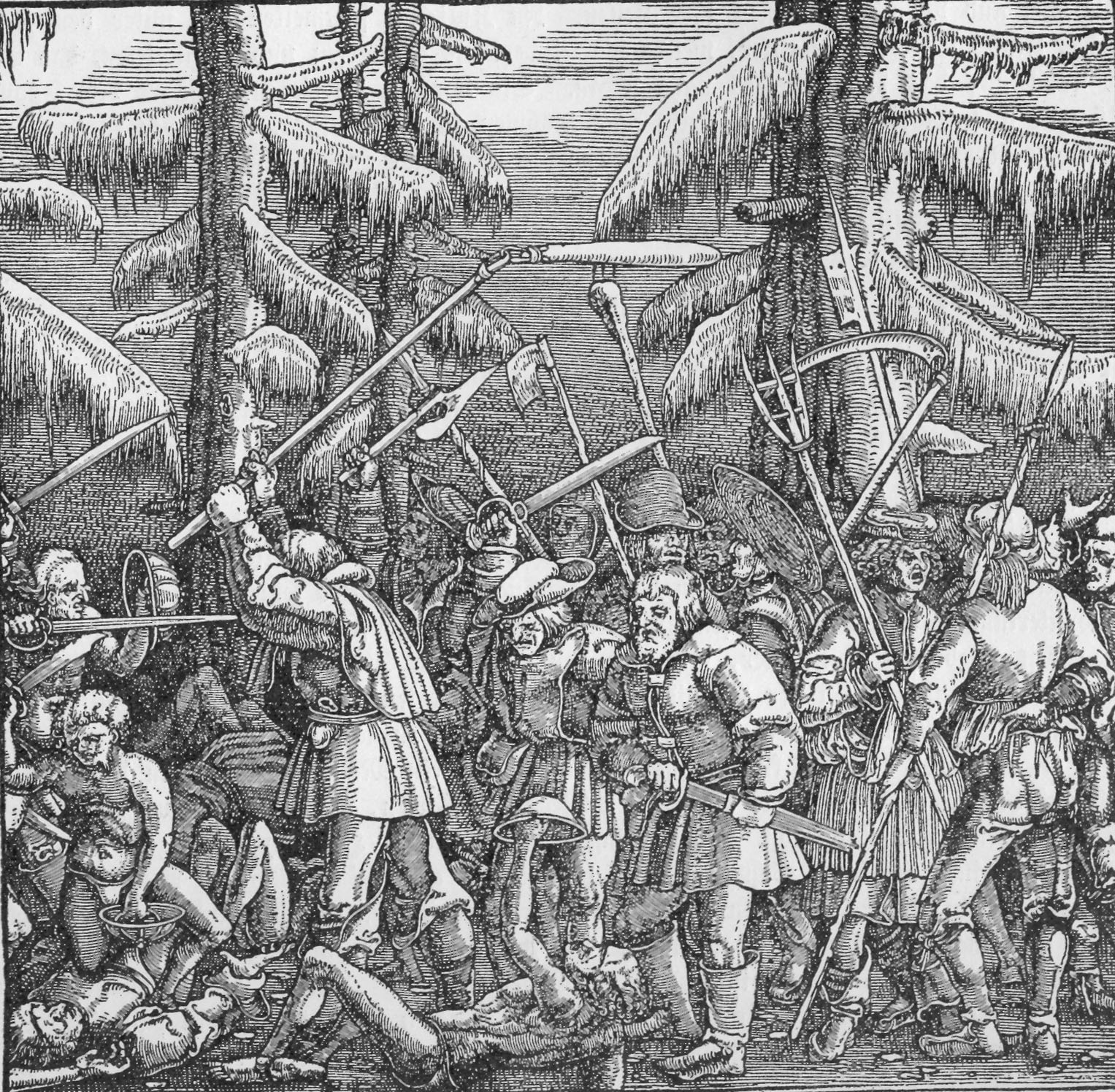
Des hommes nus combattent des paysans, gravure de 1516-1517.
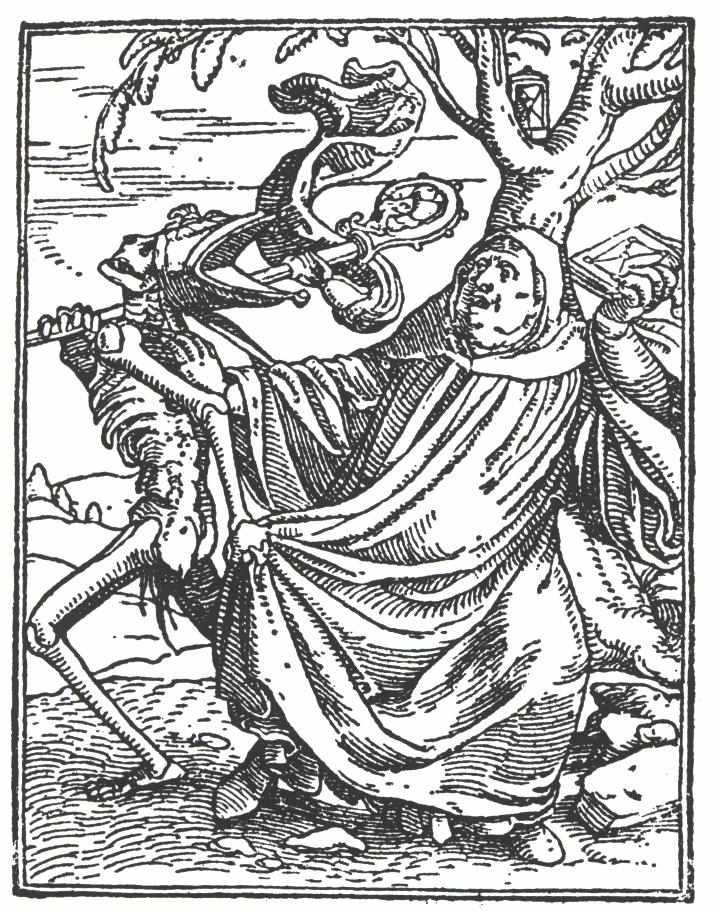
La Mort emportant un abbé, gravure de 1523, provenant de la série « Danse macabre ».